# Marathon van Frankfurt 1983
De marathon van Frankfurt 1983 werd gelopen op zondag 15 mei 1983. Het was de derde editie van deze marathon.
De Turk Ahmet Altun kwam bij de mannen als eerste over de streep in 2:12.41. Naast het feit dat hij de wedstrijd won, verbeterde hij ook het nationale record. Hij had dertien seconden voorsprong op zijn landgenoot Mehmet Terzi. Bij de vrouwen won de Duitse Charlotte Teske de wedstrijd.
In totaal schreven 6059 lopers zich in voor de wedstrijd, waarvan er 5117 finishten.

## Uitslagen

### Mannen
| rang   | naam                | land | tijd    |
| ------ | ------------------- | ---- | ------- |
| Goud   | Ahmet Altun         | TUR  | 2:12.41 |
| Zilver | Mehmet Terzi        | TUR  | 2:12.54 |
| Brons  | Stig-Roar Husby     | NOR  | 2:13.33 |
| 4      | Ralf Salzmann       | GER  | 2:13.40 |
| 5      | Cidalio Caetano     | POR  | 2:14.49 |
| 6      | Domingo Tibaduiza   | COL  | 2:15.53 |
| 7      | Gerhard Hartmann    | AUT  | 2:15.54 |
| 8      | Emmanuel Ndiemandoi | TAN  | 2:16.02 |
| 9      | Jürgen Dächert      | GER  | 2:16.03 |
| 10     | Johan Skovbjerg     | DEN  | 2:16.52 |

### Vrouwen
| rang   | naam              | land | tijd    |
| ------ | ----------------- | ---- | ------- |
| Goud   | Charlotte Teske   | GER  | 2:28.32 |
| Zilver | Monika Lövenich   | GER  | 2:31.37 |
| Brons  | Doris Schlosser   | GER  | 2:36.31 |
| 4      | Chantal Langlacé  | FRA  | 2:37.50 |
| 5      | Gabriela Wolf     | GER  | 2:38.56 |
| 6      | Annick Loir       | FRA  | 2:39.14 |
| 7      | Anne-Marie Cienka | FRA  | 2:44.02 |
| 8      | Rita Borralho     | POR  | 2:44.09 |
| 9      | Elyane Rudereau   | FRA  | 2:45.57 |
| 10     | Helen Comsa       | SUI  | 2:48.07 |

1981 ·
1982 ·
1983 ·
1984 ·
1985 ·
1986 ·
1987 ·
1988 ·
1989 ·
1990 ·
1991 ·
1992 ·
1993 ·
1994 ·
1995 ·
1996 ·
1997 ·
1998 ·
1999 ·
2000 ·
2001 ·
2002 ·
2003 ·
2004 ·
2005 ·
2006 ·
2007 ·
2008 ·
2009 ·
2010 ·
2011 · 
2012 · 
2013 · 
2014 · 
2015 · 
2016 · 
2017